# IBU Cup 2012-2013
Navigation
Édition précédente Édition suivante
L'IBU Cup 2012/2013 a eu lieu du 24 novembre 2012, lors de la première étape disputée à Idre, au 9 février 2013 à Osrblie. Le circuit comprend sept étapes. 

## Attribution des points
| Place  | 1  | 2  | 3  | 4  | 5  | 6  | 7  | 8  | 9  | 10 | 11 | 12 | 13 | 14 | 15 | 16 | 17 | 18 | 19 | 20 | 21 | 22 | 23 | 24 | 25 | 26 | 27 | 28 | 29 | 30 | 31 | 32 | 33 | 34 | 35 | 36 | 37 | 38 | 39 | 40 |
| ------ | -- | -- | -- | -- | -- | -- | -- | -- | -- | -- | -- | -- | -- | -- | -- | -- | -- | -- | -- | -- | -- | -- | -- | -- | -- | -- | -- | -- | -- | -- | -- | -- | -- | -- | -- | -- | -- | -- | -- | -- |
| Points | 60 | 54 | 48 | 43 | 40 | 38 | 36 | 34 | 32 | 31 | 30 | 29 | 28 | 27 | 26 | 25 | 24 | 23 | 22 | 21 | 20 | 19 | 18 | 17 | 16 | 15 | 14 | 13 | 12 | 11 | 10 | 9  | 8  | 7  | 6  | 5  | 4  | 3  | 2  | 1  |

## Calendrier et podiums

### Femmes
| Étape | Lieu                 | Épreuve          | Date              | Vainqueur                   | Deuxième                     | Troisième               | Leader du classement général |
| ----- | -------------------- | ---------------- | ----------------- | --------------------------- | ---------------------------- | ----------------------- | ---------------------------- |
| 1     | Idre                 | Sprint 7,5 km    | 24 novembre 2012  | Hilde Fenne                 | Weronika Nowakowska-Ziemniak | Thekla Brun-Lie         | Hilde Fenne                  |
| 1     | Idre                 | Sprint 7,5 km    | 25 novembre 2012  | Bente Landheim              | Eva Tofalvi                  | Thekla Brun-Lie         | Bente Landheim               |
| 2     | Beitostølen          | Individuel 15 km | 30 novembre 2012  | Ann Kristin Aafedt Flatland | Anastasia Zagoruiko          | Larisa Kuznetsova       | Thekla Brun-Lie              |
| 2     | Beitostølen          | Sprint 7,5 km    | 1er décembre 2013 | Ann Kristin Aafedt Flatland | Larisa Kuznetsova            | Anastasia Zagoruiko     | Anastasia Zagoruiko          |
| 3     | Ridnaun-Val Ridanna  | Sprint 7,5 km    | 15 décembre 2012  | Marte Olsbu                 | Ane Skrove Nossum            | Paulina Bobak           | Anastasia Zagoruiko          |
| 3     | Ridnaun-Val Ridanna  | Poursuite 10 km  | 16 décembre 2012  | Marte Olsbu                 | Ane Skrove Nossum            | Anastasia Zagoruiko     | Anastasia Zagoruiko          |
| 4     | Otepää               | Individuel 15 km | 5 janvier 2013    | Ekaterina Iourieva          | Anastasia Zagoruiko          | Ane Skrove Nossum       | Anastasia Zagoruiko          |
| 4     | Otepää               | Sprint 7,5 km    | 6 janvier 2013    | Ekaterina Iourieva          | Evi Sachenbacher-Stehle      | Anastasia Zagoruiko     | Anastasia Zagoruiko          |
| 5     | Ostrov               | Sprint 7,5 km    | 11 janvier 2013   | Ekaterina Iourieva          | Valentina Nazarova           | Ane Skrove Nossum       | Anastasia Zagoruiko          |
| 5     | Ostrov               | Poursuite 10 km  | 12 janvier 2013   | Ekaterina Iourieva          | Evi Sachenbacher-Stehle      | Valentina Nazarova      | Anastasia Zagoruiko          |
| 6     | Martell-Val Martello | Sprint 7,5 km    | 2 février 2013    | Karolin Horchler            | Anastasia Zagoruiko          | Iana Bondar             | Anastasia Zagoruiko          |
| 6     | Martell-Val Martello | Poursuite 10 km  | 3 février 2013    | Karolin Horchler            | Anastasia Zagoruiko          | Svetlana Sleptsova      | Anastasia Zagoruiko          |
| 7     | Osrblie              | Individuel 15 km | 8 février 2013    | Anastasia Zagoruiko         | Evi Sachenbacher-Stehle      | Maren Hammerschmidt     | Anastasia Zagoruiko          |
| 7     | Osrblie              | Sprint 10 km     | 9 février 2013    | Anastasia Zagoruiko         | Ekaterina Iourieva           | Evi Sachenbacher-Stehle | Anastasia Zagoruiko          |

### Hommes
| Étape | Lieu                 | Épreuve           | Date              | Vainqueur          | Deuxième             | Troisième         | Leader du classement général |
| ----- | -------------------- | ----------------- | ----------------- | ------------------ | -------------------- | ----------------- | ---------------------------- |
| 1     | Idre                 | Sprint 10 km      | 24 novembre 2012  | Julian Eberhard    | Tobias Eberhard      | Victor Vassiliev  | Julian Eberhard              |
| 1     | Idre                 | Sprint 10 km      | 25 novembre 2012  | Julian Eberhard    | Timofey Lapshin      | Claudio Böckli    | Julian Eberhard              |
| 2     | Beitostølen          | Individuel 20 km  | 30 novembre 2012  | Ivan Tcherezov     | Alexander Os         | Timofey Lapshin   | Timofey Lapshin              |
| 2     | Beitostølen          | Sprint 10 km      | 1er décembre 2013 | Julian Eberhard    | Alexey Slepov        | Alexander Os      | Julian Eberhard              |
| 3     | Ridnaun-Val Ridanna  | Sprint 10 km      | 15 décembre 2012  | Alexey Volkov      | Tobias Eberhard      | Daniel Mesotitsch | Tobias Eberhard              |
| 3     | Ridnaun-Val Ridanna  | Poursuite 12,5 km | 16 décembre 2012  | Tobias Eberhard    | Alexey Volkov        | Timofey Lapshin   | Tobias Eberhard              |
| 4     | Otepää               | Individuel 20 km  | 5 janvier 2013    | Victor Vassiliev   | Timofey Lapshin      | Tomas Holubec     | Timofey Lapshin              |
| 4     | Otepää               | Sprint 10 km      | 6 janvier 2013    | Magnus Jonsson     | Johannes Thingnes Bø | Daniel Mesotitsch | Victor Vassiliev             |
| 5     | Ostrov               | Sprint 10 km      | 11 janvier 2013   | Alexey Slepov      | Sven Grosseger       | Daniel Böhm       | Timofey Lapshin              |
| 5     | Ostrov               | Poursuite 12,5 km | 12 janvier 2013   | Alexey Slepov      | Aleksandr Pechenkin  | Sergey Klyachin   | Timofey Lapshin              |
| 6     | Martell-Val Martello | Sprint 10 km      | 2 février 2013    | Erlend Bjøntegaard | Alexey Volkov        | Benedikt Doll     | Victor Vasilyev              |
| 6     | Martell-Val Martello | Poursuite 12,5 km | 3 février 2013    | Erlend Bjøntegaard | Alexey Volkov        | Christoph Stephan | Victor Vasilyev              |
| 7     | Osrblie              | Individuel 20 km  | 8 février 2013    | Ted Armgren        | Christoph Sumann     | Alexander Os      | Victor Vasilyev              |
| 7     | Osrblie              | Sprint 10 km      | 9 février 2013    | Ted Armgren        | Alexey Slepov        | Daniel Böhm       | Victor Vasilyev              |

### Classements généraux
Seuls les 12 meilleurs résultats (sur 14) sont comptabilisés dans le classement général.
| Rang | Nom                     | Points | Victoire(s) |
| ---- | ----------------------- | ------ | ----------- |
| 1    | Anastasia Zagoruiko     | 565    | 2           |
| 2    | Evi Sachenbacher-Stehle | 454    |             |
| 3    | Jori Moerkve            | 389    |             |
| 4    | Valentina Nazarova      | 369    |             |
| 5    | Ane Skrove Nossum       | 361    |             |
| 6    | Ekaterina Iourieva      | 337    | 4           |
| 7    | Larisa Kuznetsova       | 290    |             |
| 8    | Inna Suprun             | 259    |             |
| 9    | Carolin Hennecke        | 245    |             |
| 10   | Anaïs Chevalier         | 243    |             |

| Rang | Nom               | Points | Victoire(s) |
| ---- | ----------------- | ------ | ----------- |
| 1    | Victor Vassiliev  | 392    | 1           |
| 2    | Daniel Böhm       | 376    |             |
| 3    | Benedikt Doll     | 365    |             |
| 4    | Alexey Slepov     | 360    | 2           |
| 5    | Timofey Lapshin   | 351    |             |
| 6    | Christoph Stephan | 330    |             |
| 7    | Alexander Os      | 284    |             |
| 8    | Daniel Mesotitsch | 273    |             |
| 9    | Tobias Eberhard   | 264    | 1           |
| 10   | Dag Erik Kokkin   | 254    |             |

### Classement par discipline

#### Individuel
| Rang | Nom                     | Points |
| ---- | ----------------------- | ------ |
| 1    | Anastasia Zagoruiko     | 168    |
| 2    | Evi Sachenbacher-Stehle | 106    |
| 3    | Ekaterina Iourieva      | 103    |
| 4    | Larisa Kuznetsova       | 86     |
| 5    | Ane Skrove Nossum       | 82     |

| Rang | Nom               | Points |
| ---- | ----------------- | ------ |
| 1    | Alexander Os      | 134    |
| 2    | Victor Vassiliev  | 102    |
| 3    | Timofey Lapshin   | 102    |
| 4    | Christoph Stephan | 87     |
| 5    | Ivan Tcherezov    | 84     |

#### Sprint
| Rang | Nom                     | Points |
| ---- | ----------------------- | ------ |
| 1    | Anastasia Zagoruiko     | 292    |
| 2    | Jori Moerkve            | 273    |
| 3    | Evi Sachenbacher-Stehle | 251    |
| 4    | Bente Landheim          | 175    |
| 5    | Ekaterina Iourieva      | 174    |

| Rang | Nom              | Points |
| ---- | ---------------- | ------ |
| 1    | Daniel Böhm      | 227    |
| 2    | Victor Vassiliev | 227    |
| 3    | Alexey Slepov    | 226    |
| 4    | Benedikt Doll    | 222    |
| 5    | Julian Eberhard  | 201    |

#### Poursuite
| Rang | Nom                     | Points |
| ---- | ----------------------- | ------ |
| 1    | Valentina Nazarova      | 131    |
| 2    | Ane Skrove Nossum       | 114    |
| 3    | Anastasia Zagoruiko     | 102    |
| 4    | Evi Sachenbacher-Stehle | 97     |
| 5    | Marte Olsbu             | 91     |

| Rang | Nom               | Points |
| ---- | ----------------- | ------ |
| 1    | Alexey Slepov     | 100    |
| 2    | Timofey Lapshin   | 80     |
| 3    | Daniel Mesotitsch | 76     |
| 4    | Tobias Hermann    | 64     |
| 5    | Tobias Eberhard   | 60     |